# Sundamys
Sundamys là một chi động vật có vú trong họ Muridae, bộ Gặm nhấm. Chi này được Musser and Newcomb miêu tả năm 1983. Loài điển hình của chi này là Mus muelleri Jentink, 1879.

## Các loài
Chi này gồm các loài: